# Arnaldo Barilli
Arnaldo Barilli (Monterotondo, 19 maggio 1876 – Parma, 20 dicembre 1953) è stato un letterato e storico dell'arte italiano.

## Biografia
Figlio di Cecrope ed Anna Adanti, si laureò in lettere a Bologna con una tesi sul poeta Angelo Mazza, molto apprezzata dal suo illustre maestro Giosuè Carducci. Dal 1905 fu insegnante di lettere nella scuola d’avviamento professionale di Parma e poi, dal 1940, nella scuola media di Colorno, della quale fu anche preside.
Scrisse alcuni versi in lingua italiana e in dialetto parmigiano, ma la sua più grande passione furono le ricerche letterarie e storiche, riguardanti in particolare il Ducato di Parma e Piacenza e il periodo farnesiano di Ranuccio I Farnese. Consultò a tale scopo 
l’Archivio Statale di Napoli, gravemente danneggiato da un incendio durante la seconda guerra mondiale. Fece molte ricerche sui moti del 1831 e su vari poeti e pittori parmigiani, tra cui Paolo Baratta, Francesco Scaramuzza e Daniele de Strobel.
Arnaldo Barilli diresse la rivista Aurea Parma dal 1928 al 1932 e le riviste "Parma" e "Crisopoli" dal 1933 al 1935. Rivestì diverse cariche pubbliche: consigliere comunale e provinciale, membro dell’Accademia di Belle Arti di Parma, vice presidente dell’Istituto per la Storia del Risorgimento (1937) e presidente della sezione di Parma della società Dante Alighieri. Per l’importanza delle sue ricerche storiche, già nel 1905 fu chiamato a far parte della Deputazione di Storia Patria per le Province Parmensi. In seguito alla riforma del 1935, fu presidente fino al 1944 della sezione parmense della Deputazione di Storia Patria per l’Emilia e la Romagna.
Dopo la sua morte la sua vedova Bianca Ferrari raccolse i suoi scritti in quattro volumi antologici: Studi Farnesiani (1958), Correggio e altri studi (1961), Saggi Parmensi (1963) e Il Galaverna (1966).
Era fratello maggiore del critico musicale Bruno Barilli e del pittore Latino Barilli.

## Pubblicazioni
Alcune pubblicazioni di Arnaldo Barilli:
- L'allegoria della vita umana nel dipinto correggesco della Camera di S. Paolo in Parma, Parma 1906 (rist. 2020)
- Maura Lucenia Farnese, ed. Fresching, Parma 1923
- Storie grandi e piccine e ricordi del mondo parmense, La Bodoniana, Parma 1956
- Il Correggio e altri studi, La Bodoniana, Parma 1961
- Saggi Parmensi, scelti e ordinati da Remo Cattelani, La Bodoniana, Parma 1963
- Il Galaverna e altri scritti, La Bodoniana, Parma 1966